# Luis Miró
Luis Miró Doñate (* 3. März 1913 in Barcelona; † 15. September 1991 ebenda) war ein spanischer Fußballtorwart und -trainer.

## Karriere
Als Spieler hütete Miró nur für einen Erstligaklub das Tor, nämlich das des FC Barcelona zwischen 1939 und 1943. Sein erstes Spiel in der Primera División bestritt er bei der 0:1-Niederlage gegen Espanyol Barcelona am 3. Dezember 1939, das gleichzeitig das erste Ligaspiel Barcelonas nach dem Spanischen Bürgerkrieg war. In den ersten beiden Jahren war Miró nur zweite Wahl hinter Juan José Nogués, in seinen letzten beiden Jahren war er die Nummer eins im Tor.
Mit Barcelona gewann er 1942 den spanischen Pokal. Ferner war Miró der Torhüter, der beim skandalösen 1:11 gegen Real Madrid im Halbfinale des spanischen Pokals 1942/43 zwischen den Pfosten stand. Barcelona hatte das Hinspiel 3:0 gewonnen und lag zur Pause des Rückspiels mit 1:0 vorn, als Francos Leute in die Umkleidekabine der Barça-Spieler einbrachen und sie mit dem Tode bedrohten, falls sie nicht verlieren sollten.
1949 wurde Miró für drei Jahre Trainer des FC Terrassa. In der Saison 1952/53 trainierte er CE Sabadell. Anschließend coachte er Real Valladolid, den FC Valencia, Celta Vigo und den FC Sevilla. Im Juni 1961 übernahm Miró das Traineramt des glücklosen Enrique Orizaola beim FC Barcelona. Doch auch Miró blieb wie sein Vorgänger nur knapp fünf Monate für 13 Ligaspiele im Amt, ehe er durch László Kubala ersetzt wurde. In der Saison 1962/63 war er Coach von Olympique Marseille. Ende der Saison 1963/64 war Miró Trainer des AS Rom und gewann mit dem Klub die Coppa Italia, da Rom in der Liga jedoch nur Zwölfter wurde, wurde er nach dem Ende der Saison von Juan Carlos Lorenzo abgelöst. Mirós letzte Trainerstation war CD Málaga in der Saison 1965/66, in der er mit seinem Team in die zweite Liga abstieg.

## Erfolge
Spieler:
- Copa de S.E. El Generalísimo: 1942

Trainer:
- Coppa Italia: 1964